# (21887) Dipippo
(21887) Dipippo est un astéroïde de la ceinture principale.

## Description
(21887) Dipippo est un astéroïde de la ceinture principale. Il fut découvert le 20 octobre 1999 à la station Anderson Mesa par le programme LONEOS. Il présente une orbite caractérisée par un demi-grand axe de 2,98 UA, une excentricité de 0,07 et une inclinaison de 9,7° par rapport à l'écliptique.